# シンガポールカップ (競馬)
シンガポールカップ（Singapore Cup）とは、シンガポールのクランジ競馬場の芝1800メートルで行われた競馬の競走である。2015年に1回だけ開催された競走である。China Equine Cultural Festivalを記念して、CECF Singapore Cupとして実施された。
総賞金は305万シンガポールドル（約2億6800万円）。シンガポール航空インターナショナルカップを上回りシンガポール国内最高賞金額となる。ただし、出走馬はチャイナホースクラブと同クラブメンバー所有馬に限定されていた。

## 歴代優勝馬
| 施行年月日    | 優勝馬   | タイム  | 優勝騎手    | 管理調教師 |
| ------------- | -------- | ------- | ----------- | ---------- |
| 2015年2月22日 | Parranda | 1:48.53 | C Soumillon | C Clement  |